# 洲際飛彈
洲際飛彈是指飛彈具有非常高的射程。投擲核子彈頭的一種戰略飛彈系統，在射程的定義上多以8000公里為常見的標準。洲際飛彈最早是以巡弋飛彈的型態出現，外觀設計上類似大型飛機，像是美國曾經發展的SM-64拿佛合（Navaho）飛彈。
這些飛彈在當時的技術上無法真正達到遠程飛行的目標，飛行時間也相當長，當彈道飛彈的技術轉趨成熟，同時在射程上超越這一類設計之際，洲際飛彈的發展潮流就轉往洲際彈道飛彈的方向上去了。